# Публикация теории Дарвина

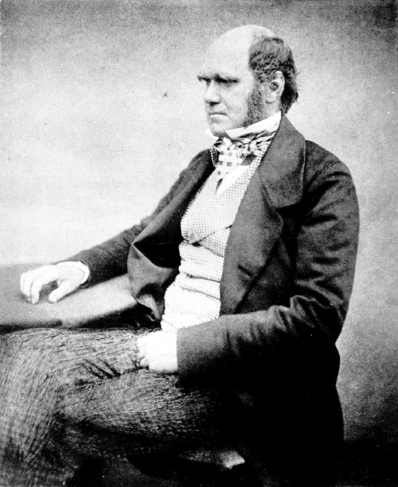
Дарвин на фото 1860 год. В то время был ещё чисто выбрит.

Публика́ция тео́рии Да́рвина — выход в свет теории Чарльза Дарвина об эволюции путём естественного отбора, над которой он работал более двадцати лет.
Мысли о возможности эволюции видов пришли к Дарвину во время кругосветного путешествия на «Бигле». По возвращении из путешествия в сентябре 1838 года Дарвин приступил к оформлению своей теории. В это время он считал себя геологом и при публикации отчёта о путешествии следовал теории известного геолога Чарльза Лайеля. Свои эволюционные идеи он обсуждал с несколькими натуралистами в качестве «хобби».
Идея об эволюции видов и её причинах независимо от Дарвина пришла в голову также британскому натуралисту Альфреду Уоллесу. В 1858 году во время работы над теорией эволюции Дарвин получил сочинение Альфреда Уоллеса, находившегося в то время на Борнео, в котором описывалась собственная теория Уоллеса о естественном отборе. В 1844 году был опубликован совместный доклад Дарвина и Уоллеса под названием «О склонности видов к изменчивости». 1 июля 1858 года основные положения статьи были доложены Линнеевскому обществу. Доклад не привлёк большого внимания, но побудил Дарвина написать реферат этой работы, который был опубликован в 1859 году как книга «Происхождение видов».